# John Lennon Anthology
John Lennon Anthology è una compilation di John Lennon pubblicata nel 1998. 
Contiene versioni demo, outtakes e inediti della carriera solista di Lennon da Give Peace a Chance del 1969, fino agli album Double Fantasy e Milk and Honey. 

## Descrizione
Il cofanetto divide l'intera carriera discografica del Lennon solista in quattro periodi associati a dei precisi luoghi: il primo CD intitolato Ascot si riferisce al periodo successivo allo scioglimento dei Beatles quando Lennon abitava nella sua dimora a Tittenhurst Park e registrava nello studio chiamato appunto "Ascot"; il secondo CD, New York City, prende in esame il periodo più politicizzato di John Lennon durante i primi tempi del suo soggiorno negli Stati Uniti dopo essersi trasferito dall'Inghilterra, il terzo CD intitolato Lost Weekend è dedicato al periodo da "scapolo" passato a Los Angeles durante la momentanea separazione da Yōko Ono, e il conclusivo quarto CD, Dakota, si occupa degli ultimi anni di Lennon mentre abitava semi-recluso nel proprio appartamento al Dakota Building di New York. In quest'ultimo CD sono contenuti rari demo tape di canzoni mai portate a termine come Dear John, Mr. Hyde's Gone (Don't Be Afraid), Life Begins at 40 e velenose parodie indirizzate a Bob Dylan e al suo periodo da "Cristiano Rinato" (Serve Yourself, Satire 1, 2, e 3).

## Tracce
Tutte le canzoni sono opera di John Lennon tranne dove indicato.

### Disco 1: Ascot
1. Working Class Hero – 4:19
2. God – 3:32
3. I Found Out – 3:47
4. Hold On – 0:43
5. Isolation – 3:46
6. Love – 2:43
7. Mother – 3:49
8. Remember – 2:44
9. Imagine – 3:21
10. Fortunately – 0:19
11. Baby Please Don't Go (Walter Ward) – 4:04
12. Oh My Love (John Lennon - Yōko Ono) – 2:53
13. Jealous Guy – 2:53
14. Maggie Mae (Trad. Arr. John Lennon - Paul McCartney - George Harrison - Richard Starkey) – 0:52
15. How Do You Sleep? – 5:20
16. God Save Oz (John Lennon - Yoko Ono) – 3:27
17. Do the Oz (John Lennon - Yoko Ono) – 3:08
18. I Don't Want to Be a Soldier – 5:20
19. Give Peace a Chance – 1:52
20. Look at Me – 2:50
21. Long Lost John (Tradizionale Arr. John Lennon) – 2:14

### Disco 2: New York City
1. New York City – 0:55
2. Attica State (live) (John Lennon - Yōko Ono) – 4:25
3. Imagine (live) – 3:11
4. Bring on the Lucie (Freeda Peeple) – 4:07
5. Woman Is the Nigger of the World (John Lennon - Yoko Ono) – 0:39
6. Geraldo Rivera - One to One Concert – 0:39
7. Woman Is the Nigger of the World (live) (John Lennon - Yoko Ono) – 5:14
8. It's So Hard (live) – 3:09
9. Come Together (live) (John Lennon - Paul McCartney) – 4:19
10. Happy Xmas (War Is Over) (John Lennon - Yoko Ono) – 3:32
11. Luck of the Irish (live) (John Lennon - Yoko Ono) – 3:42
12. John Sinclair (live) – 3:43
13. The David Frost Show – 0:52
14. Mind Games (I Promise) – 1:01
15. Mind Games (Make Love, Not War) – 1:14
16. One Day (At a Time) – 3:13
17. I Know (I Know) – 3:13
18. I'm the Greatest – 3:37
19. Goodnight Vienna – 2:42
20. Jerry Lewis Telethon – 1:59
21. A Kiss Is Just a Kiss (Herman Hupfeld) – 0:11
22. Real Love – 4:13
23. You Are Here – 4:55

### Disco 3: The Lost Weekend
1. What You Got – 1:14
2. Nobody Loves You When You're Down and Out – 5:38
3. Whatever Gets You Thru the Night (home) – 0:38
4. Whatever Gets You Thru the Night (studio) – 3:33
5. Yesterday (parody) (John Lennon - Paul McCartney) – 0:33
6. Be-Bop-A-Lula (Gene Vincent - Tex Davis) – 2:52
7. Rip It Up/Ready Teddy (Robert Blackwell - John Marascalco) – 2:32
8. Scared – 5:02
9. Steel and Glass – 4:46
10. Surprise, Surprise (Sweet Bird of Paradox) – 2:58
11. Bless You – 4:15
12. Going Down on Love – 0:54
13. Move Over Ms. L – 3:10
14. Ain't She Sweet (Jack Yellen - Milton Ager) – 0:28
15. Slippin' and Slidin' (Richard Penniman - Bocage - Collins - Smith) – 2:28
16. Peggy Sue (Jerry Allison - Buddy Holly - Norman Petty) – 1:18
17. Bring It On Home to Me/Send Me Some Lovin' (Sam Cooke - Lloyd Price) – 3:50
18. Phil and John 1 – 2:13
19. Phil and John 2 – 2:00
20. Phil and John 3 – 0:54
21. When in Doubt, Fuck It' – 0:09
22. Be My Baby (Phil Spector - Ellie Greenwich - Jeff Barry) – 4:32
23. Stranger's Room – 3:17
24. Old Dirt Road (John Lennon - Harry Nilsson) – 3:54

### Disco 4: Dakota
1. I'm Losing You – 4:06
2. Sean's "Little Help" – 0:57
3. Serve Yourself – 3:47
4. My Life – 2:36
5. Nobody Told Me – 3:31
6. Life Begins at 40 – 2:23
7. I Don't Wanna Face It – 3:31
8. Woman – 4:01
9. Dear Yoko – 2:33
10. Watching the Wheels – 3:04
11. I'm Stepping Out – 4:19
12. Borrowed Time – 3:57
13. The Rishi Kesh Song – 2:26
14. Sean's "Loud" – 0:33
15. Beautiful Boy – 4:11
16. Mr. Hyde's Gone (Don't Be Afraid) – 2:41
17. Only You (And You Alone) (Ande Rand - Buck Ram) – 3:24
18. Grow Old with Me – 3:18
19. Dear John – 2:13
20. The Great Wok – 3:13
21. Mucho Mungo – 1:24
22. Satire 1 – 2:20
23. Satire 2 – 4:34
24. Satire 3 – 0:45
25. Sean's "in the Sky" – 1:22
26. It's Real – 1:05